# Витебская мужская гимназия
Витебская мужская гимназия — среднее учебное заведение Российской империи, действовавшее в Витебске в 1808—1918 гг.

## История
Была организована в 1808 году на базе пятиклассного народного училища; торжественное открытие состоялось год спустя — 15 (27) сентября 1809 года. Сначала гимназия входила в состав Виленского учебного округа, затем присоединена к Санкт-Петербургскому учебному округу; в 1829—1850 гг. — в Белорусском учебном округе; в 1850—1864 гг. — в Виленском учебном округе.
Гимназия долгое время размещалась в каменном здании, построенном для народного училища в 1803 году на Успенской улице (ныне улица Комиссара Крылова, 7). Затем это здание было отдано духовной семинарии, а гимназия в 1876—1879 годах находилась в здании бывшего конвикта Гильзена-Шадурских возле костёла св. Антония на Смоленской улице. В конце 1879 года по проекту архитектора Н. Ф. Корчевского (совместно с А. А. Полонским и И. И. Левицким(И. И. Левицким)?[7]) для гимназии было построено новое трёхэтажное здание на Театральной улице (ныне — Пушкина). При строительстве была срыта часть Замковой горы. Гимназия переехала в новое здание в январе 1880 года. Здание имело коридорную планировку, по сторонам коридора располагались учебные классы. В новом здании также был свой гимнастический зал, актовый зал, церковь Св. Сергия Радонежского и квартиры для семьи директора.
В 1812 году во время Отечественной войны 1812 года здание гимназии было занято французами, после освобождения в нём размещался лазарет для российских солдат. К августу 1813 года здание было отремонтировано и гимназия возобновила работу. В 1824 г. гимназия. С 1831 года гимназия стала носить название Александровской в честь российского императора Александра I. С первых дней существования Витебской гимназии при ней существовали уездное и приходское училища. Первое было двуклассным и с двугодичным сроком обучения. Второе — одноклассное, с одним годом обучения.
Первоначально гимназия была семиклассной и в неё принимались дети всех сословий, с 1828 года — дети дворян и чиновников. В 1830 году преобразована в шестиклассную; в 1871 году гимназия стала восьмиклассной. Как и сроки обучения, неоднократно менялся гимназический курс. В гимназии преподавались физика, химия, математика, философия, логика, история, статистика, эстетика, риторика, право, польский, латинский, немецкий и французский языки, Закон Божий. В 1810 году при гимназии была организована метеорологическая станция. В 1831 году в гимназии было 220 учеников, в том числе 158 — из дворян, 14 — из мещан. В гимназии были библиотека, музей естественной истории, физический кабинет и собрание карт. С 15 октября 1836 года были организованы параллельные классы для немецкого и французского языков. До 1839 года обучение в Витебской гимназии было бесплатным. В 1851 году в гимназии было введено обучение приёмам военной службы, в высших классах преподавался строевой устав пехотной службы. В 1834—1839 годах при Витебской гимназии работала семинария приходских учителей. В ней насчитывалось до 30 учащихся. Срок обучения составлял четыре года. Воспитанники получали содержание от казны и жили все вместе в одной комнате. Выпущено из семинарии было всего 68 человек.
Среди преподавателей гимназии: М. В. Анцев, историки А. П. Сапунов и З. П. Осипов, этнографы Н. Я. Никифоровский, П. В. Шейн и др. Закон Божий православной веры в 1828—1830 годах преподавал И. И. Григорович, а закон Божий еврейской веры с 1906 года преподавал раввин, дед поэта С. Я. Маршака Бер-Абрам Гиттельсон. Почётным попечителем гимназии в 1845—1847 и 1853—1856 гг. был К. И. Гибенталь.
Первым директором гимназии был Кирилл Афанасьевич Канаровский-Сохович, возглавлявший с января 1802 года народное училище. Директорами гимназии были также: Иван Алексеевич Гаретовский, Степан Иванович Красноумов, Николай Михайлович Арнольд (1865—1867); с 1867 года — Густав Карлович Шеффлер, с 1881 — Юлиан-Семён Александрович Шокальский, с 1890 — Иван Андреевич Введенский.
За время существования гимназии среднее образование в ней получили около 3 тысяч юношей. Среди выпускников и учеников гимназии были: декабрист И. И. Горбачевский, сенатор А. Ф. Кублицкий-Пиоттух, академик И. К. Луппол, поэт Т. Лада-Заблоцкий, писатель И. Ф. Марцинкевич, философ Н. О. Лосский, востоковед К. А. Коссович, филолог А. П. Поцелуевский, педагог Д. Д. Семёнов, историк литературы Л. Ю. Шепелевич, академик архитектуры В. А. Пруссаков, психиатр О. А. Чечотт, Ф. Р. Бородулин, Б. Р. Брежго, К. В. Вереницын, Х. И. Житловский, М. О. Маркс, В. К. Стукалич, С. И. Чирьев и др.
Ученики гимназии интересовались белорусского культурой, участвовали в освободительном движении. В 1830-е годы ими переписывалась поэма «Энеида наизнанку», на «литературных беседах» 1850-х годов обсуждались гимназические сочинения на фольклорно-этнографические темы. Гимназисты участвовали в восстании 1863—1864 гг.; осенью 1863 года из 300 учащихся на занятия приходили только около 200.
Гимназия была закрыта на основании декрета ВЦИК от 16 октября 1918 года. В её здании был размещён Детскосельский военный госпиталь; с мая 1920 года в ней располагался временный пункт управления Западным фронтом в советско-польской войне во главе с командующим фронта М. Н. Тухачевским; а 24 июня 1921 года оно было передано педагогическому институту.
А в 1973 году историческое здание гимназии было разрушено в ходе реконструкции Замковой улицы.